# Каганов, Даниил Владимирович
Даниил Владимирович Каганов (1913 — 15 января 1975) — советский инженер, лауреат Сталинской и Ленинской премий.

## Биография
Родился в 1913 году в городе Золотоноша Полтавской губернии.
Окончил Сталинградский механический институт (1937).
Инженер, с 1945 года заместитель начальника цеха машиностроительного завода им. Сталина (г. Горький, завод № 92, во время Великой Отечественной войны выпускал пушки для танка Т-34, гаубицы, пушки УСВ). С 1947 зав. лабораторией № 2 при цехе № 27 ГМЗ.
Работал на различных руководящих должностях ОКБМ (Опытно-Конструкторского Бюро Машиностроения) имени Игоря Ивановича Африкантова (ОКБ Завода № 92 (завода п/я 52) г. Горький). С 1959 года заместитель начальника ОКБМ.
Скончался 15 января 1975 года. Похоронен на Бугровском кладбище, 6 квартал.

## Награды
Сталинская премия (31.12.1953) — за инженерную разработку конструкции атомного котла и за проект завода.
Ленинская премия (1960) — за создание атомной установки для ледокола «Ленин».
Награждён орденами Трудового Красного Знамени (1945), «Знак Почёта» (1944, 1959), медалями.